# رشيد حركوك
رشيد بيتر حركوك لاعب كرة قدم جزائري دولي سابق في مركز الهجوم
ولد في 19-5-1956 في تشلسي - لندن لأب جزائري وأم إنكليزية
بدا مسيرته الكروية وهو في سن السادسة عشر ة حيث قام بمجموعة من التجارب في نادي فولهام لكن الفريق لم يتم اعطاءه عقدا
بعد ذلك أي في سن 17 غادر ميدان الدراسة ليقوم بمجموعة من المهن حيث تم تنصيبه مساعد مدرب في مؤسسة كهربائية
سنة 1974 قام بتجارب بفريق شارتساي حيث سجل 4 اهذاف في مقابلتين للفريق الرديف
في هذا الموسم سجل حركوك 15 هدف في 40 مقابلة
سنة 1975 انتقل لنادي فارتهام بايعاز من مدربه ومديريه السابق برايان لانغ وميكي والش
سنة 1976 امضى لنادي كريستال بالاس حيث لعب له موسمين سجل فيها 21 هدف في 54 مقابلة لينتقل سنة 1978 لنادي كوينز بارك رينجرز الذي لعب له موسمين سجل 3 اهداف في 20مقابلة
سنة 1980 انتقل لنادي نوتس كاونتي حيث قضى فيه أحلى سنوات مسيرته الكروية حيث حقق معه الصعود سنة 1981 ولعب له ست مواسم سجل 40 هدف في 144 مقابلة وأنهى مشواره الكروي معه سنة 1986
يعتبر رشيد حركوك أول لاعب يلعب في البطولة الإنجليزية لعب مع فريق أفريقي كاس العالم
مع الفريق الوطني لعب العديد من المقابلات اهمها كاس العالم 1986 بالمكسيك
بعد اعتزاله كرة القدم دخل ميدان التجارة فاصبح رجل أعمال في مدينة بورتون جوينز
في عام 2011 سجن لمدة 28 شهرا بتهمة الإتجار بالمخدرات.

## مسيرته الكروية
لعب رشيد حركوك خلال مسيرته الاحترافية مع 3 أندية في عشرة مواسم وسجل خلالها 62 هدفًا ضمن 218 مباراة. ولم يفز بأي موسم بالكأس أو بالدوري.
خاض رشيد حركوك مسيرته مع نادي كريستال بالاس في موسم 1976–77 ولمدة موسمين، مشاركًا في 54 مباراة سجل خلالها 20 هدف. ثم انتقل إلى نادي كوينز بارك رينجرز في موسم 1978–79 ولمدة موسمين، حيث شارك في 20 مباراة سجل خلالها 3 أهداف. لينتقل بعدها إلى نادي نوتس كاونتي في موسم 1980–81 ليلعب معه ستة مواسم، مشاركًا في 144 مباراة سجل خلالها 39 هدفًا.

## روابط خارجية
- رشيد حركوك على موقع الاتحاد الدولي (مؤرشف)  (الإنجليزية)
- رشيد حركوك على موقع قاعدة بيانات كرة القدم.إي يو (الإنجليزية)
- رشيد حركوك على موقع ناشيونال فوتبول تيمز (الإنجليزية)
- Image of Harkouk during his time at Notts County
- international stats
- biography